# Abscam
Abscam (manchmal auch ABSCAM) war eine Operation des FBI in Hauppauge (Suffolk County, New York). Ursprünglich war die Operation gegen den Handel mit gestohlenen Waren gerichtet, das FBI wandelte sie aber bald in eine Untersuchung öffentlicher Korruption um.
Die Untersuchung führte zur Verurteilung eines US-Senators, fünf Abgeordneten des US-Repräsentantenhauses, des Bürgermeisters von Camden (New Jersey), Mitgliedern des Stadtrats von Philadelphia sowie eines Beamten des United States Immigration and Naturalization Service.

## Vorgehen
Abscam war die erste große Aktion des FBI gegen Korruption im Kongress. Vor 1980 waren in der 200-jährigen Kongressgeschichte nur insgesamt zehn Abgeordnete wegen Korruption verurteilt worden. Die operative Phase wurde maßgeblich von Melvin Weinberg geleitet, einem verurteilten Trickbetrüger, den das FBI für Abscam engagiert hatte.
Das FBI gründete 1978 die Firma Abdul Enterprises, Ltd., FBI-Mitarbeiter gaben sich als Geschäftsleute aus dem Nahen Osten aus – in auf Video aufgezeichneten Gesprächen versprachen sie Amtsträgern Geld im Gegenzug für politische Unterstützung zugunsten eines ungenannten Scheichs. Die Treffen fanden in einem Haus in Washington, D.C., Hotelzimmern in Pennsylvania und New Jersey sowie auf einer Yacht in Florida statt. Der Scheich, der den Codenamen Abdul trug, wollte:
- sein Aufenthaltsrecht in den USA kaufen
- die Beamten und Abgeordneten dazu bringen, in sein Geschäft zu investieren
- Hilfe dabei, Geld aus seinem Heimatland herauszuschmuggeln

Für besonderes Aufsehen in der Öffentlichkeit sorgte der Kongressabgeordnete Richard Kelly, der sich 25.000 USD in bar in die Hosentasche stopfte und die FBI-Agenten fragte „Sieht man es?“.
Am 2. Februar 1980 erschienen in den Medien erste Berichte, dass das FBI gegen Kongressabgeordnete ermittle. Sie nannten die Operation „Abscam“ nach Abdul-Scam (Abdul-Betrug).

## Urteile
Von den 31 Politikern, die Ziel der Untersuchung waren, verurteilten verschiedene Gerichte 1981 den Senator Harrison A. Williams (D-NJ), die Abgeordneten des Repräsentantenhauses John Jenrette (D-SC), Richard Kelly (R-FL), Raymond F. Lederer (D-PA), Michael Myers (D-PA) und Frank Thompson (D-NJ) sowie den Bürgermeister von Camden, Angelo Errichetti (D-NJ). Während die meisten Politiker freiwillig zurücktraten, musste das Repräsentantenhaus Myers förmlich ausschließen. Williams trat erst zurück, als der Ausschlussantrag gegen ihn bereits auf der Tagesordnung des Senats stand.
Der Senator Larry Pressler (R-SD) lehnte nicht nur die Bestechung ab, sondern berichtete kurz danach den Zwischenfall dem FBI. Als Nachrichtenmoderator Walter Cronkite Pressler einen „Helden“ nannte, konterte er eigenen Angaben zufolge nur kurz: „In was für Zeiten leben wir, wenn es schon eine Heldentat ist, Bestechungsgeld abzulehnen?“.

## Folgen
Die Operation war kontrovers, weil das FBI mit einem verurteilten Trickbetrüger arbeitete und ihm dafür 150.000 USD zahlte. Diverse Betroffene beschuldigten das FBI, einen Agent Provocateur eingesetzt zu haben, der sie im Widerspruch zum Rechtsverständnis der USA erst zu Straftaten angestiftet habe.
Durch die Gerichtsverfahren hindurch hatten jedoch alle Verurteilungen Bestand, obwohl einige Richter den Ablauf der Operation und die ungenügende Überwachung durch FBI und Department of Justice kritisierten.

## Wiederholung 2005: Operation Tennessee Waltz
Bundesbehörden inklusive des FBI und des Tennessee Bureau of Investigation setzten mit Operation Tennessee Waltz 2005 eine ähnliche Aktion auf. Sie führte zur Verhaftung von sieben Abgeordneten des Parlaments von Tennessee sowie diverser Beamten.

## Filme
Der 2013 gedrehte Film American Hustle basiert lose auf der Abscam-Operation des FBI.